# Liste der Stolpersteine in Wettin-Löbejün
Die Liste der Stolpersteine in Wettin-Löbejün enthält alle Stolpersteine, die im Rahmen des gleichnamigen Kunst-Projekts von Gunter Demnig in Wettin-Löbejün verlegt wurden. Mit ihnen soll Opfern des Nationalsozialismus gedacht werden, die in Wettin-Löbejün lebten und wirkten. Bei der bislang einzigen Verlegungsaktion wurden am 7. Mai 2013 zwei Steine an einer Adresse verlegt.

## Liste der Stolpersteine
| Adresse         | Datum der Verlegung | Person | Inschrift                                                                                               | Bild              | Bild des Hauses             |
| --------------- | ------------------- | --- | --- | ----------------- | --------------------------- |
| Marktstraße 9 · | 7. Mai 2013         | Frieda Bernstein (1904–1943) Frieda Bernstein wurde in Löbejün geboren. Sie wohnte später in Leipzig. Dort wurde sie am 11. Dezember 1942 verhaftet und acht Tage später ins KZ Auschwitz-Birkenau deportiert, wo sie am 14. Januar 1943 ermordet wurde.             | Hier wohnte FRIEDA BERNSTEIN Jg. 1904 „Schutzhaft“ 1942 Leipzig deportiert Auschwitz ermordet 14.1.1943 | Frieda Bernstein  | Marktstraße 9 (weißes Haus) |
| Marktstraße 9 · | 7. Mai 2013         | Walther Bernstein (1901–1943) Walther Bernstein wurde in Löbejün geboren und war der Bruder von Frieda Bernstein. Er wohnte später in Wartenburg in Ostpreußen und in Tapiau. Er wurde ins KZ Auschwitz-Birkenau deportiert, wo er am 3. Januar 1943 ermordet wurde. | Hier wohnte WALTHER BERNSTEIN Jg. 1901 deportiert Auschwitz ermordet 3.1.1943                           | Walther Bernstein | Marktstraße 9 (weißes Haus) |